# حملات هوایی ۲۰۱۹ اسرائیل در عراق
حملات هوایی ۲۰۱۹ اسرائیل در عراق با بمباران پایگاه‌های حشد شعبی تحت حمایت ایران در عراق توسط پهپادها یا هواپیماهای ناشناس از ۱۹ ژوئیه ۲۰۱۹ آغاز شد. این حملات گروه‌های نیابتی ایران مستقر در عراق و همچنین عوامل سپاه پاسداران را هدف قرار داد.
چندین مقام عراقی، ایرانی و اسرائیلی، اسرائیل را مسئول این حملات دانسته‌اند. اگرچه اسرائیل در ابتدا نقش خود را نه تأیید و نه تکذیب کرد. بنیامین نتانیاهو، نخست‌وزیر اسرائیل، در ۲۰ اوت ۲۰۱۹ به مسئولیت حملات اشاره کرد و ادعا کرد که «ایران در هیچ‌کجا مصون نیست». اسرائیل در ۲۲ اوت ۲۰۱۹ مسئولیت حملات را تأیید کرد، که بعداً توسط ایالات متحده تأیید شد.

## گاه‌شمار

### حمله به آمرلی
در ۱۹ ژوئیه ۲۰۱۹، پهپادهای ناشناس پایگاهی متعلق به نیروهای بسیج مردمی تحت حمایت ایران در عراق، نزدیک شهر آمرلی را بمباران کردند. یک حمله هوایی پس از حمله به پایگاهی که محل استقرار مشاوران ایرانی و لبنانی بود، دو ایرانی را زخمی کرد، در حالی که حمله دوم به یک انبار اسلحه اصابت کرد و باعث آتش‌سوزی بزرگ و انهدام چندین موشک بالستیک شد. فرماندهی مرکزی ایالات متحده، سنتکام، مسئولیت این بمب‌گذاری را رد کرد.
ایران در ۳۰ ژوئیه گزارش داد که در این حمله، یک فرمانده ارشد سپاه پاسداران انقلاب اسلامی به نام ابوالفضل سرابیان کشته شده است.

### حمله به اردوگاه اشرف
در ۲۷ ژوئیه ۲۰۱۹، اردوگاه اشرف، یکی از بزرگ‌ترین پایگاه‌های عراق، توسط آنچه منابع نظامی عراق آن را یک یا چند جت نیروی هوایی اسرائیل توصیف کردند، مورد حمله قرار گرفت. این حمله به محموله‌ای از موشک‌اندازهای بالستیک و محل زندگی افسران سپاه پاسداران و پرسنل حشد شعبی اصابت کرد. برخی منابع گزارش دادند که تا ۴۰ نفر در این حمله کشته شده‌اند. به گفته منابع عراقی و ایرانی، این حملات توسط هواپیماهای اف-۳۵ اسرائیلی انجام شده است.

### حمله به جنوب بغداد
در ۱۲ اوت، انفجارهایی یک انبار سلاح نیروهای حشد شعبی در جنوب بغداد را لرزاند که منجر به کشته شدن یک نفر و زخمی شدن ۲۹ غیرنظامی شد. سخنگوی وزیر کشور عراق گفت که بررسی انبار نشان داد که انفجار ناشی از نقص داخلی نبوده، بلکه توسط شخص ثالثی که به انبار حمله کرده و باعث آتش‌سوزی شده است، رخ داده است.
عراق در ۱۳ اوت حریم هوایی خود را به روی تمام پروازهای غیرمجاز، از جمله پروازهای ائتلاف آمریکایی، بست. نخست‌وزیر عراق همچنین پس از انفجارهایی که منجر به کشته شدن یک غیرنظامی و زخمی شدن ۲۹ نفر شد، دستور داد تمام اردوگاه‌های نظامی و انبارهای مهمات به خارج از شهرهای عراق منتقل شوند.

### حمله به ستاد تیپ ۳۰
در ۱۷ اوت، هواپیماهای جنگی ناشناس مقر تیپ ۳۰ وابسته به حشد شعبی را هدف قرار دادند.

### حمله به بلد
در ۲۰ اوت، انفجارهایی در یک انبار تسلیحات نیروهای حشد شعبی در نزدیکی پایگاه هوایی بلد رخ داد. یک منبع حشد شعبی گفت که این انبار تسلیحات به‌طور خاص هدف بمباران هوایی قرار گرفته است.

### القائم
در ۲۵ اوت ۲۰۱۹، یک کاروان نیروهای حشد شعبی در نزدیکی شهر مرزی القائم سوریه و عراق توسط دو پهپاد مورد اصابت قرار گرفت و شش نفر از جمله یک فرمانده ارشد کشته شدند. نیروهای حشد شعبی اسرائیل را مسئول این حمله دانستند. این حمله زمانی رخ داد که حسن نصرالله، رهبر حزب‌الله لبنان، در حال سخنرانی در پاسخ به حمله ادعایی اسرائیل به پایگاه آنها در ضاحیه لبنان بود.

### حمله به هیت
در ۲۰ سپتامبر، انفجارهای مهیبی در انباری در نزدیکی شهر هیت در استان انبار، در شمال غربی بغداد، گزارش شد. اسکای نیوز عربی گزارش داد که پس از انفجار، گلوله‌هایی به مناطق مجاور شلیک شده است که نشان می‌دهد احتمالاً یک انبار اسلحه مورد اصابت قرار گرفته است. العربیه همچنین گزارش داد که این انبار برای ذخیره سلاح استفاده می‌شده و متعلق به حشد شعبی بوده است. العربیه به نقل از یک افسر عراقی ادعا کرد که در زمان انفجارها یک پهپاد در منطقه وجود داشته است. در نتیجه انفجارها، ۲۱ شبه‌نظامی عراقی از حشد شعبی کشته شدند.

### حمله به تیپ طفوف
در ۲۲ سپتامبر، انفجارهای شدیدی ناشی از حملات هوایی در پایگاهی متعلق به تیپ سیزدهم «لواء الطفوف» از واحدهای بسیج مردمی رخ داد. یک مقام امنیتی عراقی به روزنامه «نیو عرب» گفت که ممکن است در این حمله از پهپاد استفاده شده باشد.

## مسئولیت
در ۲۲ اوت ۲۰۱۹، بنیامین نتانیاهو، نخست‌وزیر اسرائیل، تأیید کرد که اسرائیل در عراق عملیات‌هایی علیه ایران انجام داده است و گفت: «ما علیه تثبیت حضور ایران در عراق نیز تلاش می‌کنیم.» مقامات آمریکایی نیز تأیید کردند که اسرائیل در پشت حملات اواخر همان روز بوده است.